# Côte de granit rose

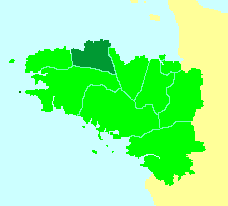
Pays de Trégor des Côtes-d'Armor en Bretagne.

La Côte de granit rose (en breton Aod ar vein ruz, littéralement « côte des pierres rouges ») est une zone côtière de la Manche située dans les Côtes-d'Armor dans le nord de la Bretagne, dans la région historique du Trégor près de Lannion. C'est un des nombreux choronymes du littoral français : le granite qui affleure, possède une dominante brune tirant sur le rose, c'est cette caractéristique physique qui est à l'origine de cette appellation touristique.

## Géographie
Cette particularité géologique s'étend sur 10 km sur les communes de Perros-Guirec, Trégastel, Pleumeur-Bodou et Trébeurden (citées d'est en ouest). Elle forme un arc partant à l'est de Ploumanac'h, la Clarté (commune de Perros-Guirec), l'Île Renote, le Coz-Porz, la grève Blanche (commune de Trégastel) jusqu'à l'île Milliau (commune de Trébeurden) à l'ouest, traversant la partie non côtière de la commune de Pleumeur-Bodou,.
En dehors de sa couleur caractéristique, la côte est parsemée d'amas chaotiques dont le fleuron est le sentier des douaniers qui part de la plage de Trestraou (Perros-Guirec) et aboutit à l'anse Saint-Guirec à Ploumanac'h. Non loin du bourg de La Clarté, quelques carrières de granite rose sont encore en exploitation. On peut y voir le rose original du granite avant qu'il soit patiné par le temps.
Il existe trois côtes de granite rose dans le monde, une en Bretagne, une en Corse et une en Chine, ce qui en fait donc une destination de vacances assez prisée. Les îles faisant face à la côte (archipel des Sept-Îles) sont également peuplées d'espèces d'oiseaux rares et protégés ce qui fait du canton de Perros-Guirec un site vacancier écotouristique de renommée nationale. Le paradoxe est que, seuls, ont accédé à la renommée les granites « rouges » qui n'affleurent que sur deux sites de cette côte (Ploumanac'h et Trébeurden) au long de laquelle les granites « roses », bien plus fréquents, sont impuissants à attirer l'attention du profane.

## Historique
Le 20 août 1901 est fondé à Paris le « Syndicat artistique de protection des sites pittoresques de Ploumanac'h », qui se donne pour mission de préserver les rochers et le paysage naturel de toute détérioration ou destruction par l'achat de terrains sensibles. En 1926, un « organe de liaison et d'information des plages de Perros-Guirec, Trégastel et Trébeurden », intitulé Granit rose, désigne cette entité touristique dont la naissance date déjà d'une quarantaine d'années. Ce projet est suivi en 1928 de la création de l'association de la sauvegarde du sentier des douaniers, de l'acquisition en 1986 de 35 hectares d'espace naturel par le Conservatoire du littoral et de la gestion du Site naturel de Ploumanac’h par la commune de Perros-Guirec. De 2000 à 2007, est mené un grand chantier de réhabilitation du site victime de l'hyperfréquentation touristique. Avec 700 000 visiteurs par an, il s'agit en effet du deuxième site naturel le plus visité en Bretagne après la pointe du Raz.
« C'est à cet atout touristique, représenté par les « rochers de granite rose » que les stations de Perros-Guirec, puis de Trégastel et de Trébeurden ont associé leur image, bien plus qu'à la pratique des bains de mer, depuis que des littérateurs et peintres en ont révélé l'originalité à la fin du XIXe siècle. Désormais protégé, le site de Ploumanac'h, acquis par le Conservatoire, est fréquenté annuellement par quelque 700 000 visiteurs dont les attentes, clairement exprimées, invitent les géomorphologues à leur proposer une découverte d'une intrusion granitique qui ne se limiterait plus à la seule observation des « caprices », voire des « extravagances » de la nature ». De fait, la  dénomination de Côte de granit rose, désormais bien établie, relève bien plus de l'argument touristique que de la rigueur scientifique, et la vocation initiale de ce géomorphosite souffre encore d'une insuffisante valorisation.

## Cadre géologique

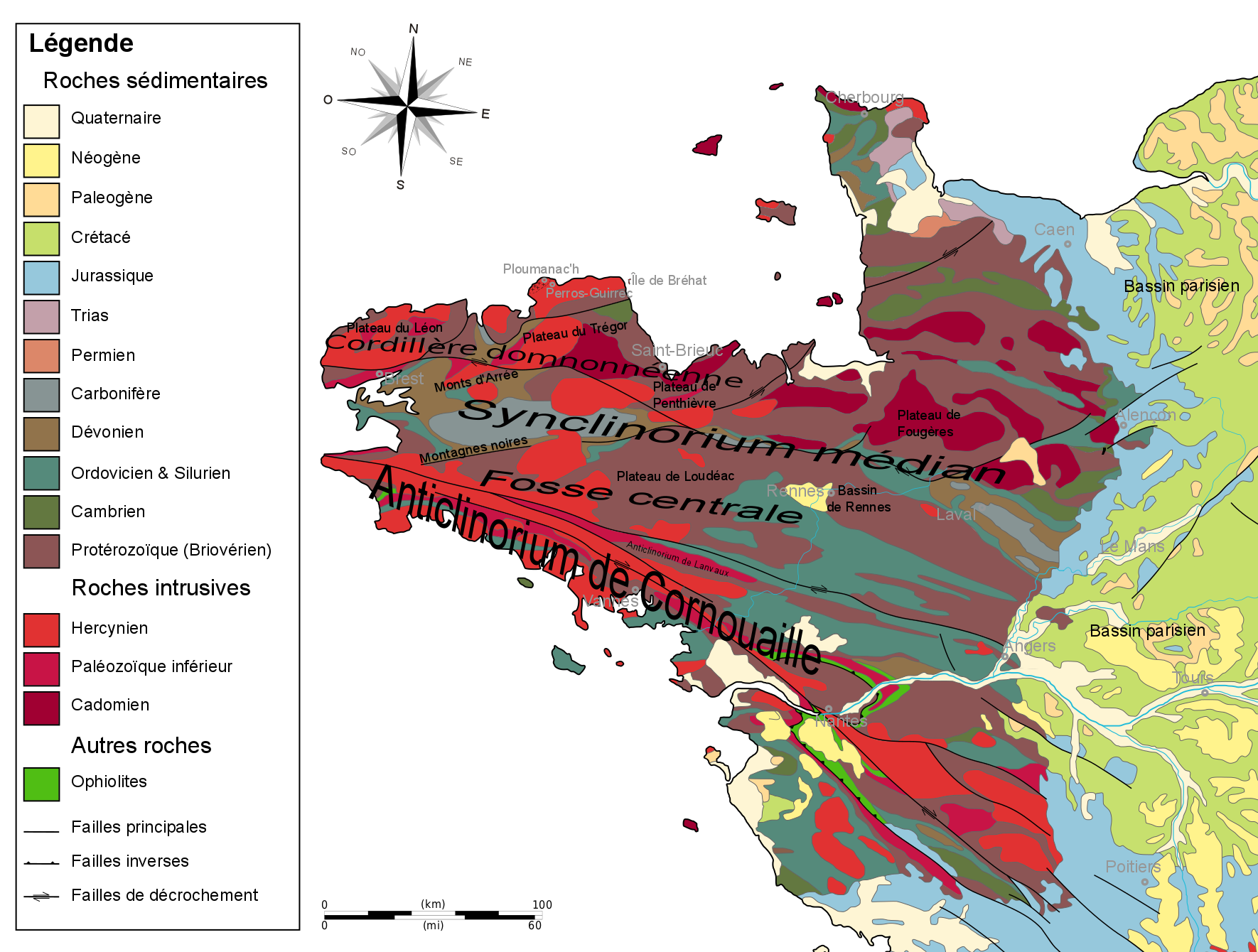
Carte géologique.

Parmi les trois grandes ceintures granitiques hercyniennes du Massif armoricain, la ceinture septentrionale (la « traînée moniliforme des granites rouges » selon l'expression de Charles Barrois) allongée sur 300 km selon la direction WSW-ENE (massifs de Porzpaul dans l'île d'Ouessant, de l'Aber-lldut-Kernilis, petits pointements dans les zones déprimées du massif leucogranitique de Kernilis, massif de la baie de Morlaix, massif de St Jean du Doigt, Ploumanac'h, massifs de Flamanville et de Barfleur) se distingue par plusieurs caractères : un remarquable alignement, indépendant de l'hétérogénéité structurale et de l'âge des formations encaissantes (cet alignement issu de la remontée de magmas basiques, localement souligné par des mylonites, est parallèle aux grands accidents de la Manche et est interprété comme la réactivation tardi-hercynienne d'un linéament cadomien ou la mise en place d'une série de points chauds) ; la dimension relativement petite des massifs ; la présence de structures sub- ou semi-concentriques dans certains complexes (Porzpaul, Aber-Ildut, Ploumanac'h) ; la mise en place tardive vers 300 Ma au cours d'un des derniers épisodes de déformation qui affectent la chaîne hercynienne ; une association fréquente avec des roches basiques qui suggère un mélange avec des magmas mantelliques ; le développement de leucogranites tardifs, soit en bordure, soit à l'intérieur de plusieurs massifs ; l'injection de filons microgranitiques, postérieurs aux leucogranites,.
Sur la côte de granit rose, des formations sédimentaires et volcano-sédimentaires plus ou moins métamorphiques du briovérien sont recoupées par l'immense batholite granitique intrusif cadomien de Bréhat-Perros-Guirec. À l'ouest, le complexe granitique de Ploumanac’h, de dimension modeste (ellipse de 12 × 8 km), montre une remarquable disposition des différents ensembles lithologiques en auréoles concentriques. Constituées de l’intrusion successive de trois corps magmatiques elles réalisent ce que l’on nomme un « complexe centré ». Ce massif granitique est accessible dans toutes ses composantes grâce au découpage du rivage, à l'importance de l'estran et au nombre d'îlots granitiques proches de la côte. La variété pétrographique et structurale (foliation, enclaves) des roches magmatiques constitue ainsi un véritable musée à ciel ouvert pour les géologues amateurs et professionnels.

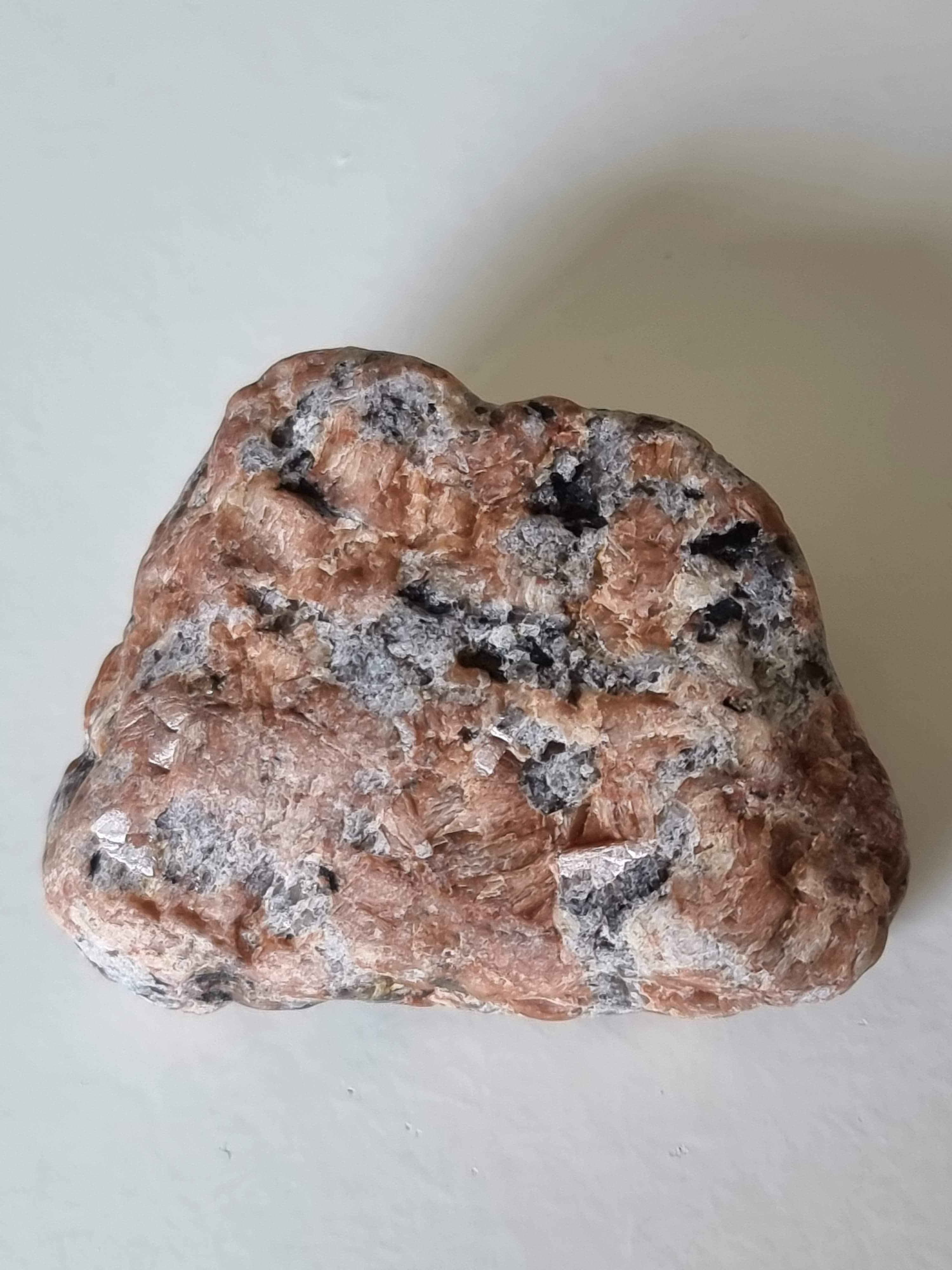
Vue rapprochée d'un fragment de leucogranite "rose" et de ses composantes : Mica (noir) Feldspath (rose) Quartz (zones brillantes).

Dans le massif de Ploumanac'h, outre les venues rose rougeâtre à gros grain, dominantes et précoces, se sont mises en place, ultérieurement, des intrusions à grain fin, de manière centripète. La partie centrale du 
pluton est ainsi occupée par des granites à grain fin - rosé à l'extérieur, gris clair à blanchâtre vers l'intérieur - regroupés sous l'appellation générale de « granites de l'île Grande ». Son exploitation remonte à 3 000 ans avant J.-C. avec la réalisation de mégalithes. Jusqu'au début du XXe siècle, les granites du massif de Bréhat-Perros-Guirec ont fait l'objet d'une exploitation intensive, liée à leur qualité, à leur abondance de diaclases favorisant le débitage et à la localisation des carrières en bordure de mer, facilitant les acheminements au loin par voie marine. Le bassin granitier de La Clarté - Ploumanac'h continue de l'exploiter, notamment pour son faciès orbiculaire[Quoi ?] découvert dans la carrière de l'entreprise Gad et fils.
Le granite de cette côte tient sa couleur unique de la combinaison de trois minéraux distincts présents dans le granite : le mica, qui lui donne sa couleur noire, le feldspath qui lui donne sa couleur rose, et le quartz avec sa teinte grise translucide caractéristique. Le feldspath est d'ordinaire blanc, si bien que les granites sont plutôt gris vus de loin généralement. Cette couleur rose est plus précisément due soit à la présence d'impuretés d'hématite (oxyde de fer(III) de formule Fe2O3) dans le réseau cristallin du feldspath alcalin (microcline, anorthose) qui apparaît dans le réservoir mantellique, soit à un phénomène d'autométasomatisme, avec circulations de fluides riches en fer, en fin de cristallisation dans le réservoir magmatique. La nuance de rose dépend du degré d'oxydation du feldspath.
Cette partie du littoral est une vitrine du patrimoine géologique en raison du modelé des granites, avec des rochers ruiniformes aux formes étranges et des chaos et tors de blocs dégagés des arènes par l'érosion du littoral ou le creusement des ruisseaux. Elle a ainsi justifié un inventaire de géomorphosites qui ont fécondé l'imagination paréidolique populaire, d'où leurs microtoponymes locaux s'inspirant des légendes bretonnes ou bibliques (« couronne du roi Gradlon », « bidets de la Vierge » ou « empreintes du Diable »), d'éléments quotidiens (palette du peintre, tête de baleine, balustre, tire-bouchon, tas de crêpes, champignon, mamelon…) ou d'animaux fantastiques (tête de dragon, sphinx…), imaginaire largement exploité dans les dépliants touristiques,.

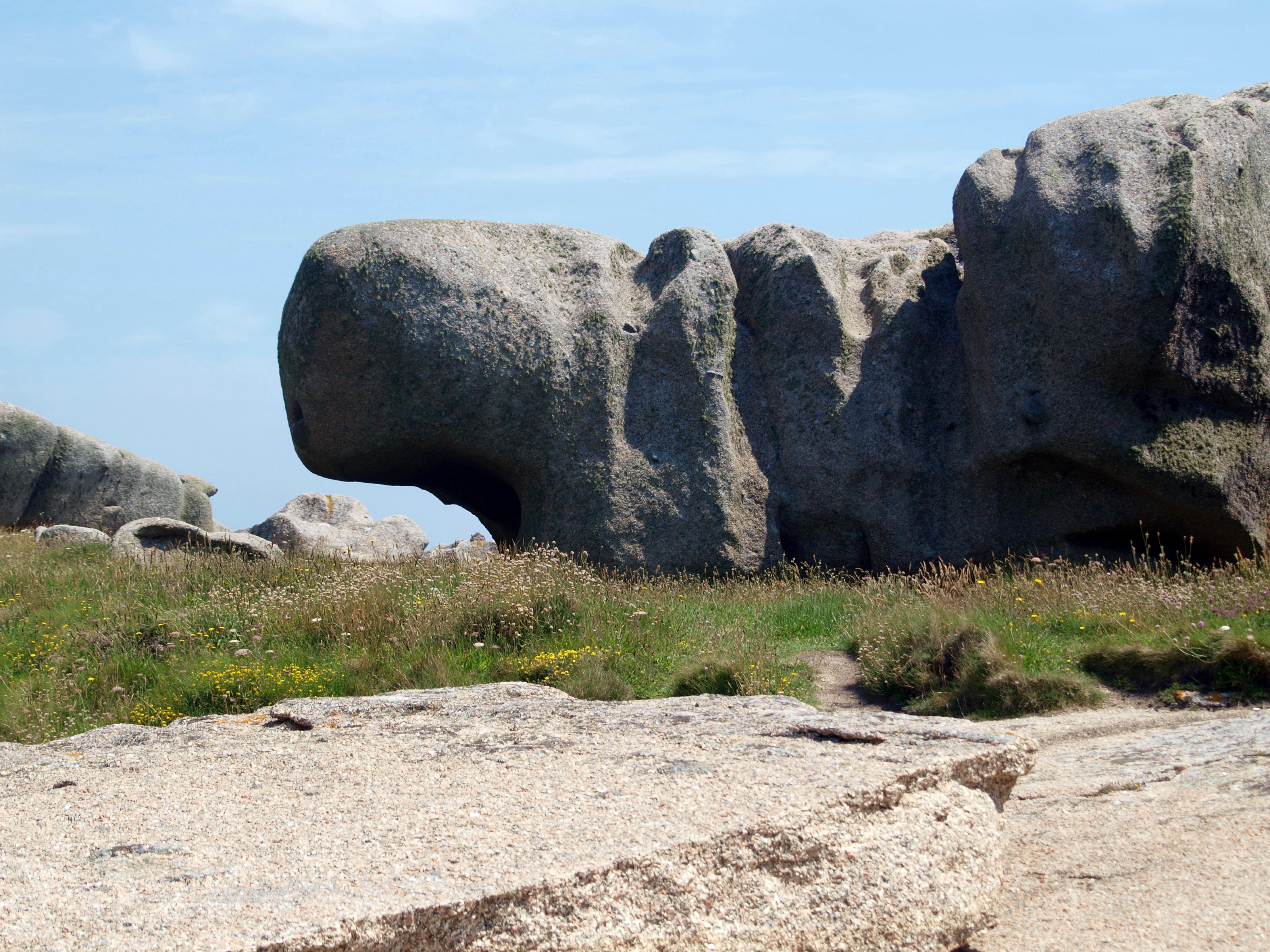
Hippopotame.
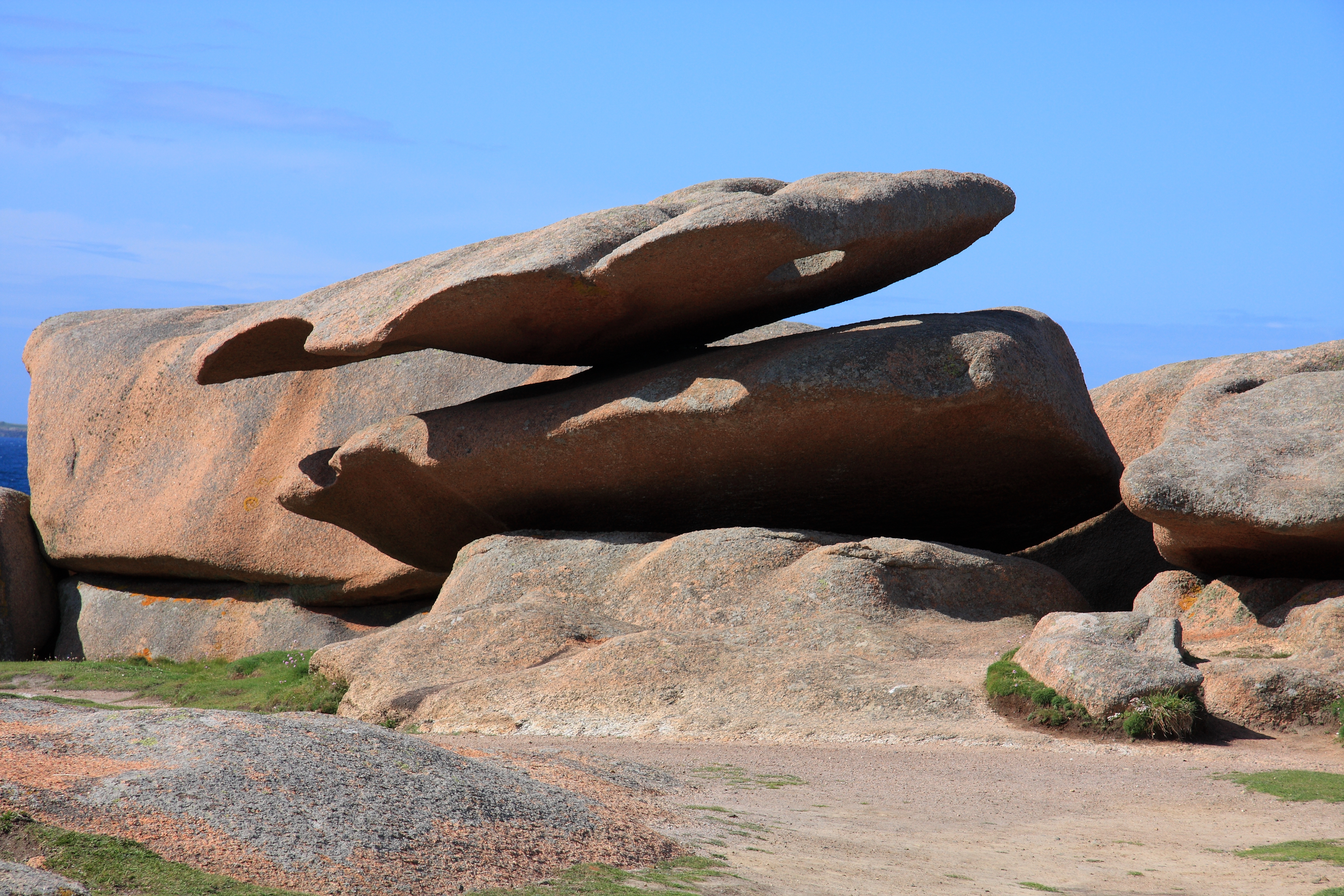
Palette du peintre.
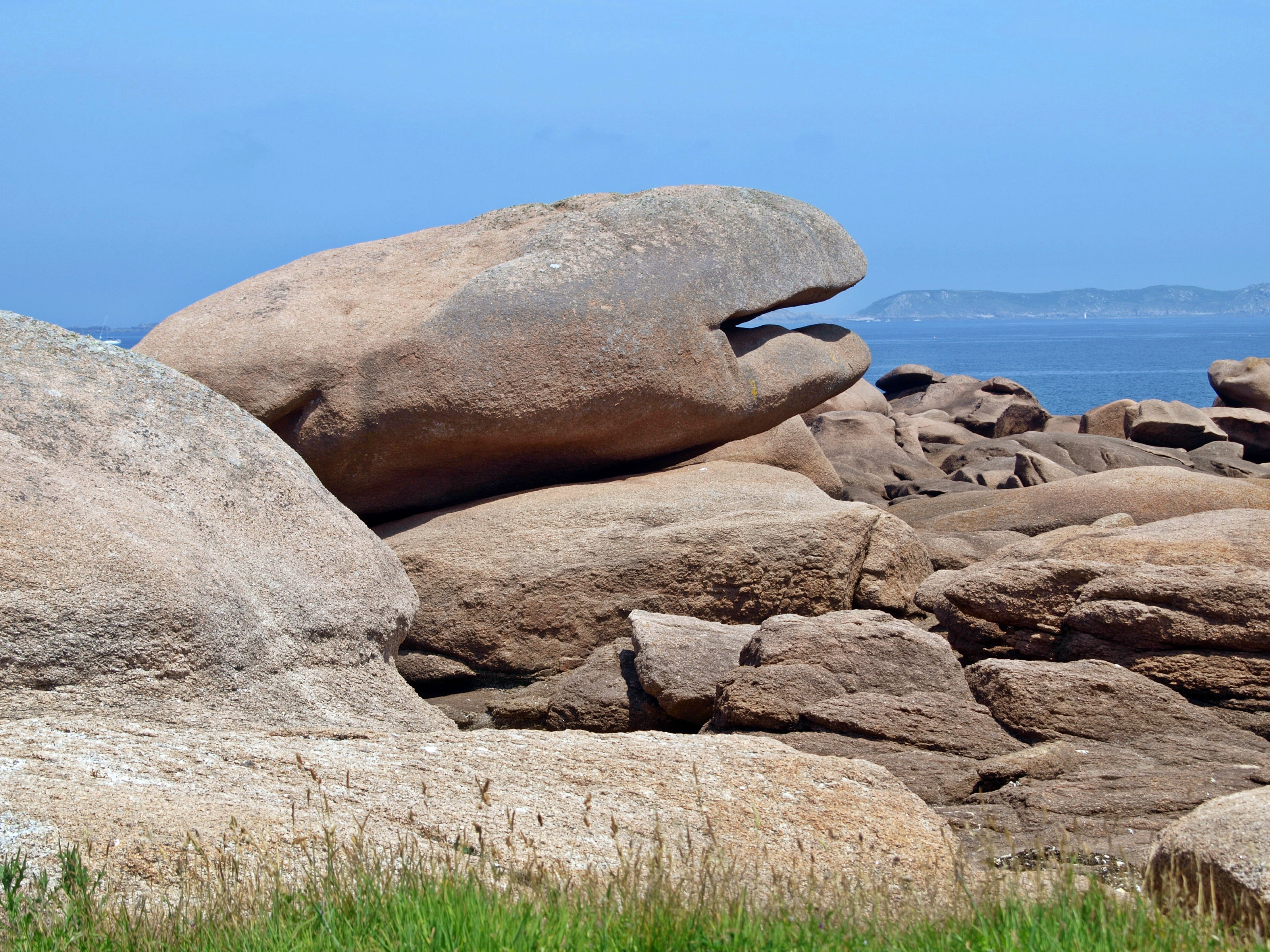
Tête de baleine.
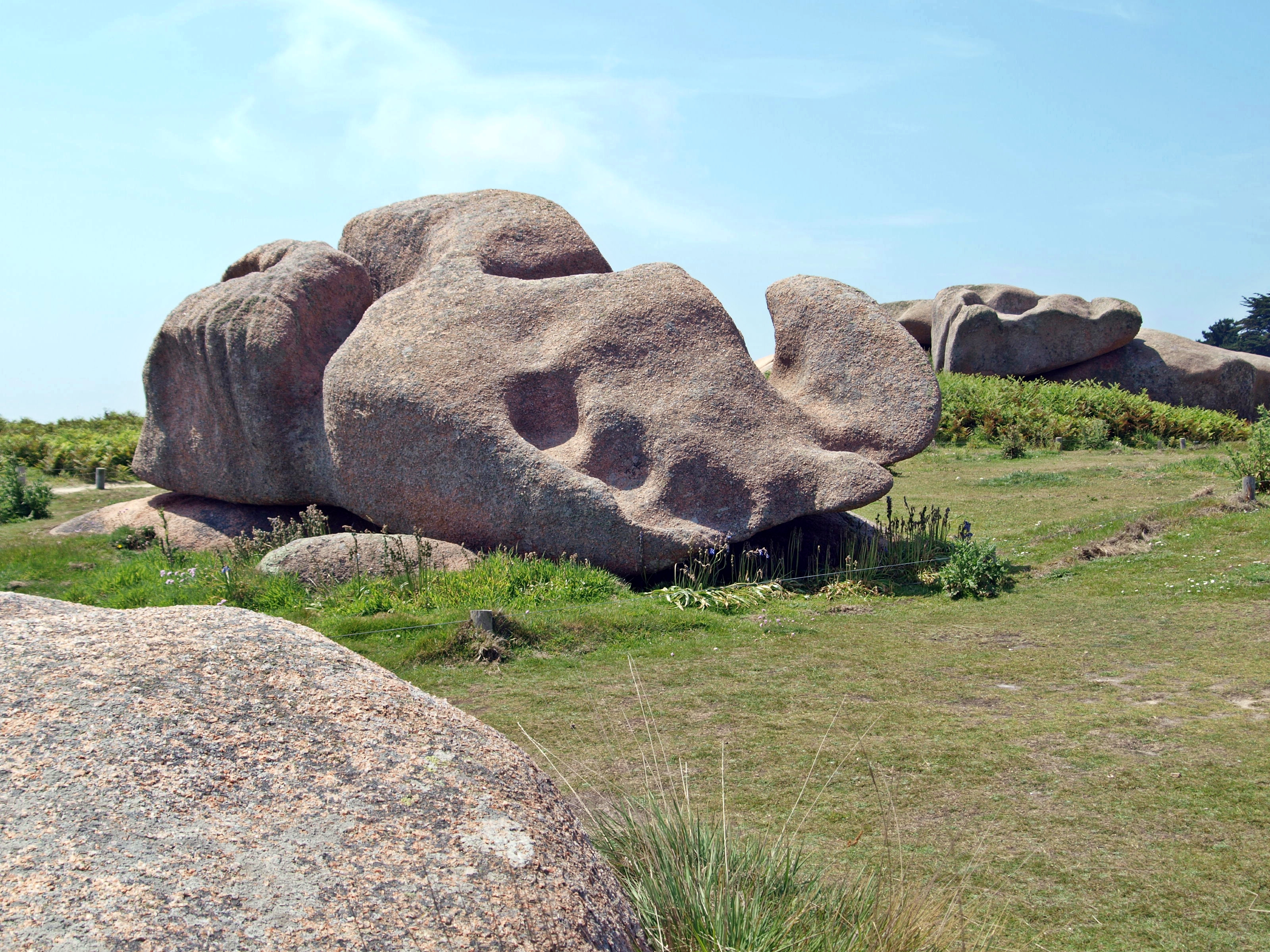
Bidets de la Vierge.
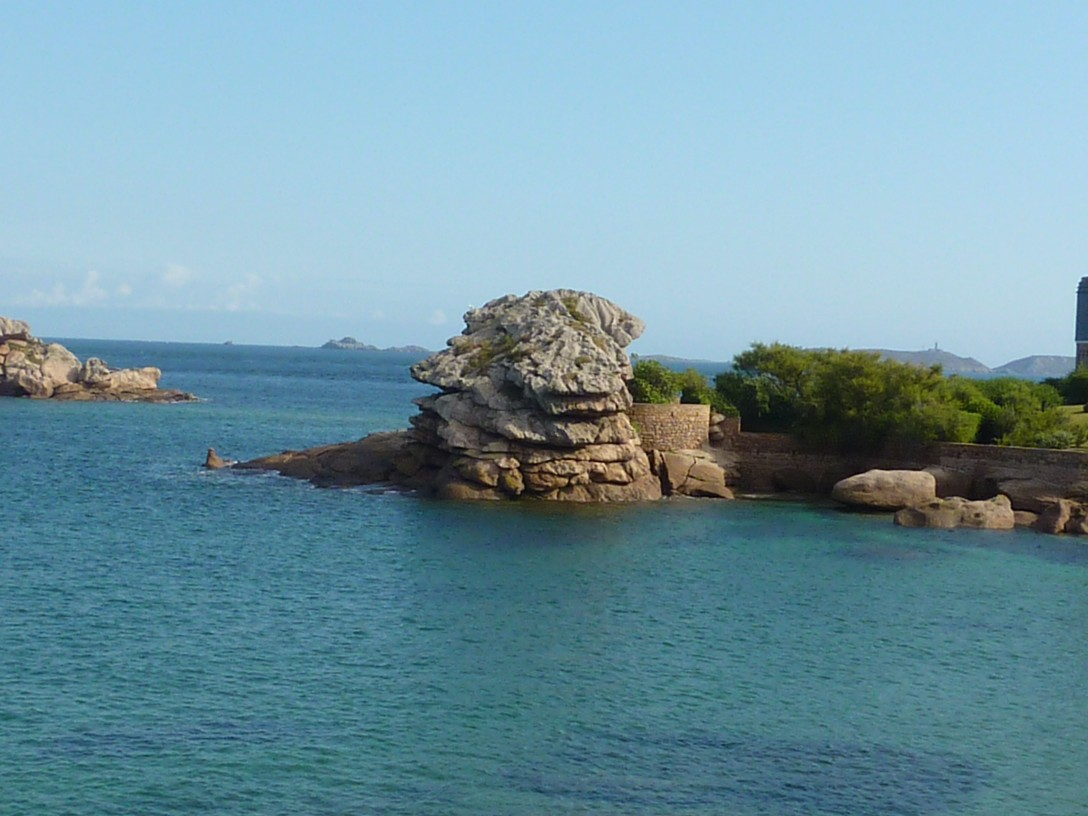
Tas de crêpes.
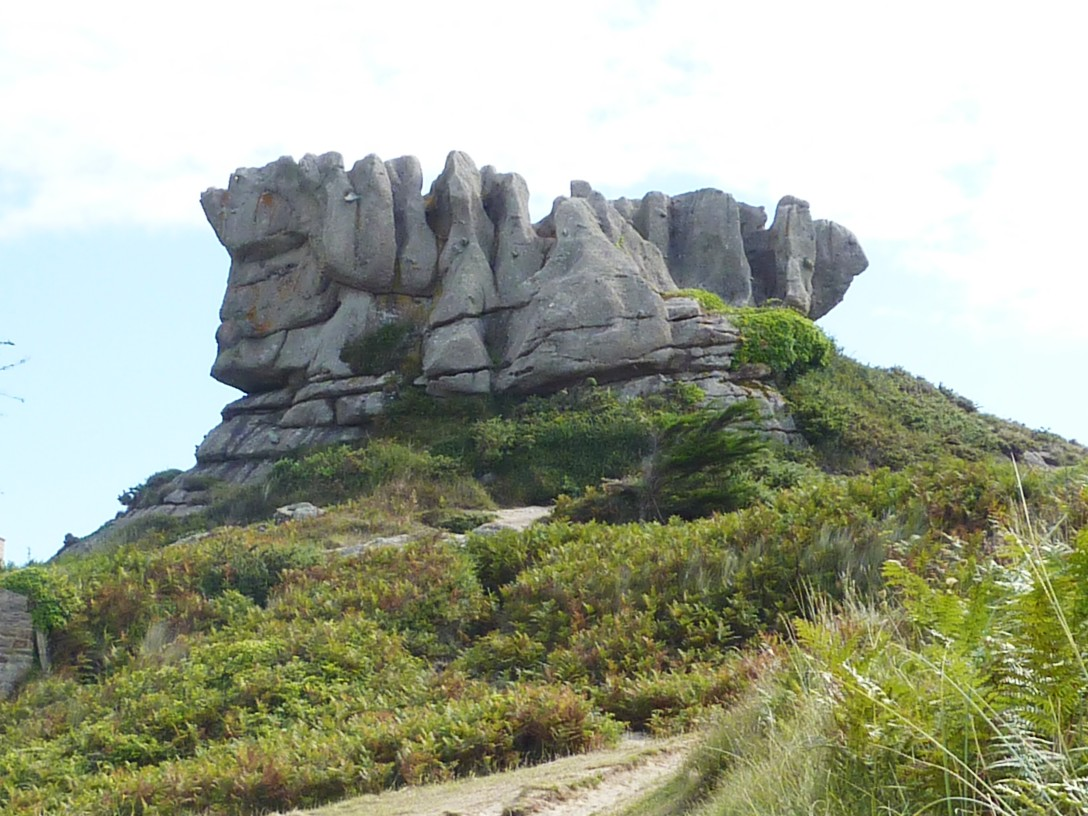
Couronne du roi Gradlon.
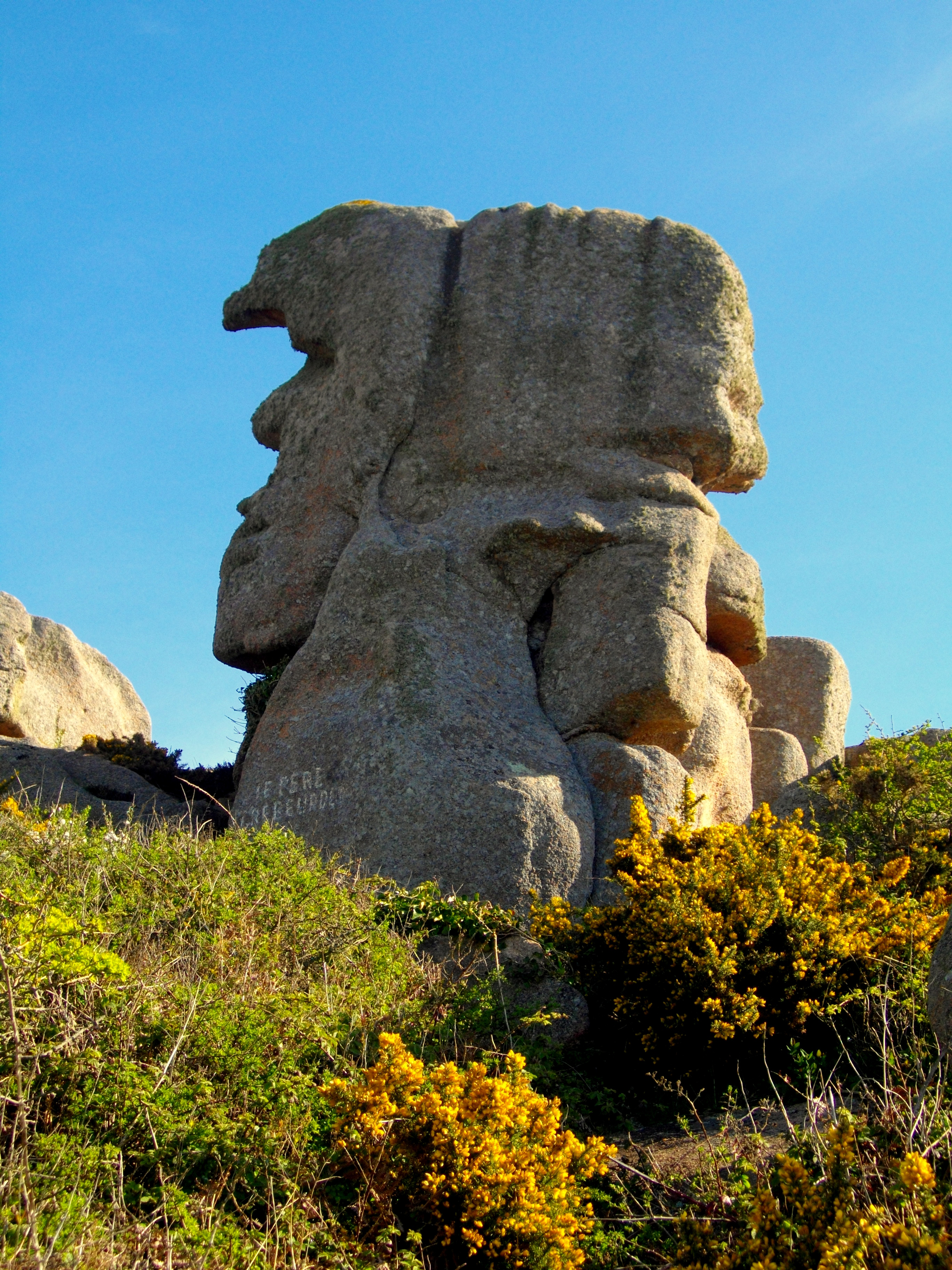
Le père Trébeurden.
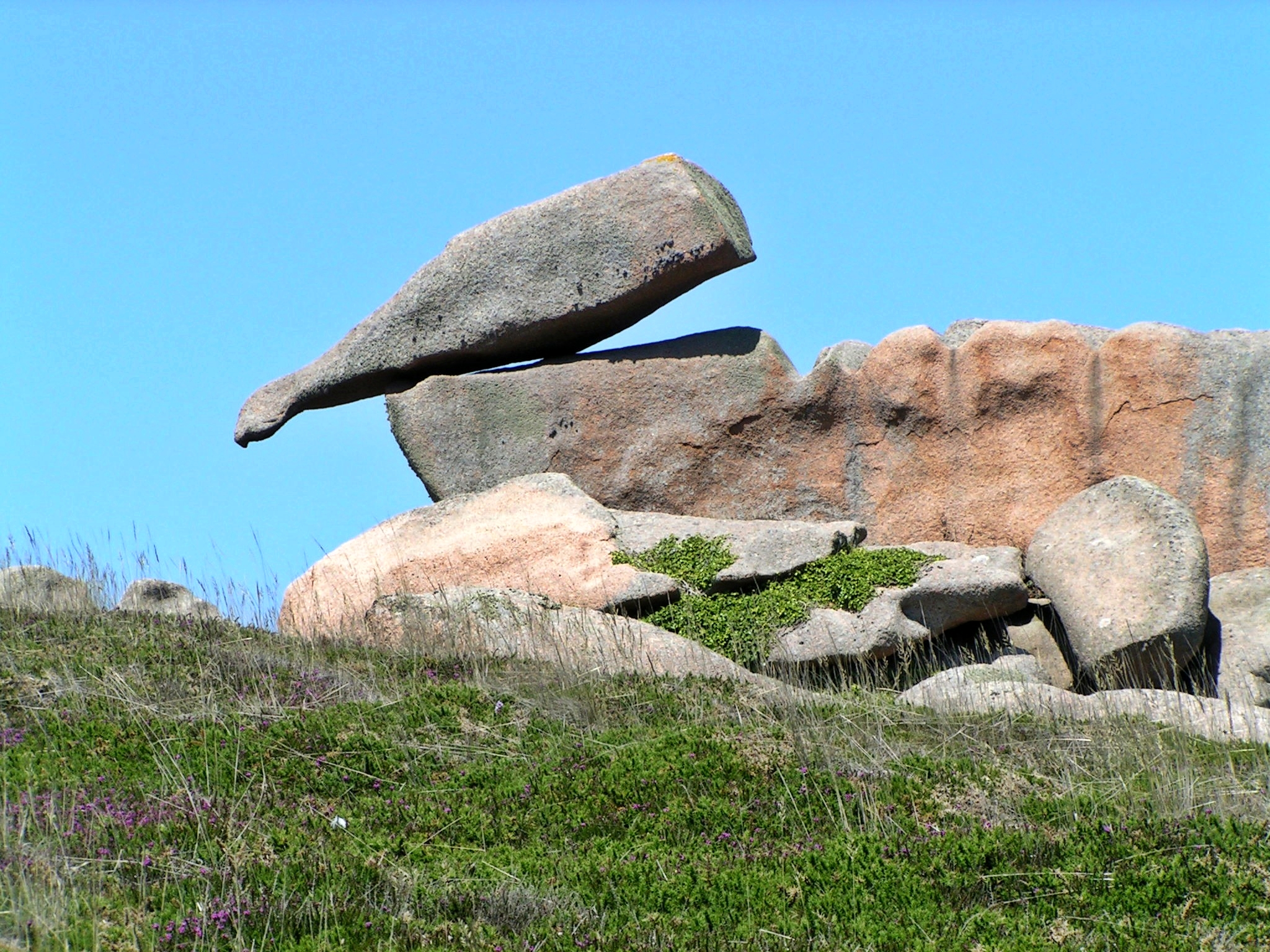
La bouteille renversée.

## Un site classé zone naturelle protégée

### Historique du classement

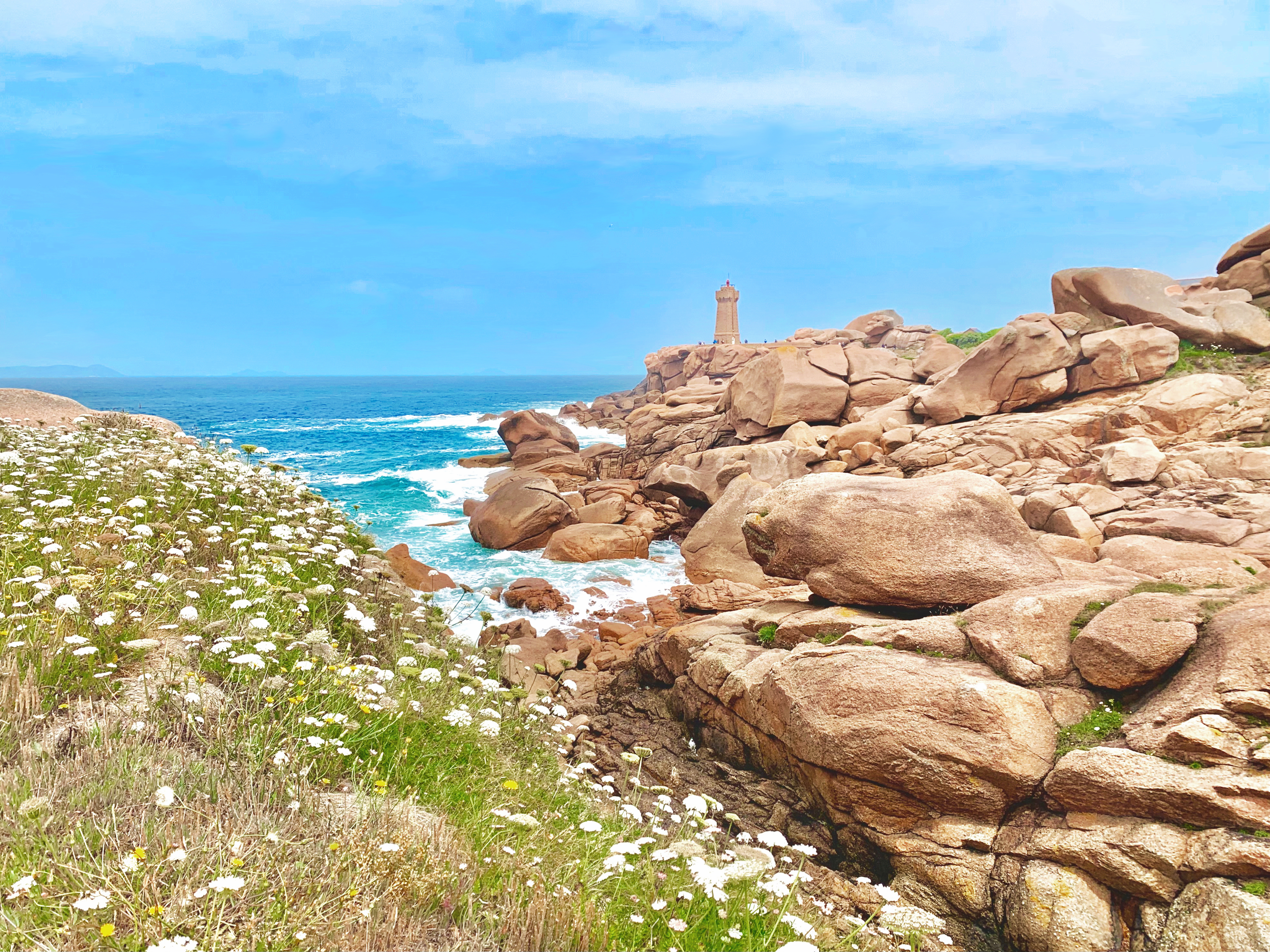
La Côte de granit rose avec le phare de Mean Ruz.

Le site est classé site Natura 2000 (Directive Habitats et Directive Oiseaux), zone spéciale de conservation (ZSC) et zone de protection spéciale (ZPS).
Avant le classement de cette zone Natura 2000 « Côte de Granit Rose - Sept-Îles », 17 ZNIEFF étaient identifiées et 11 sites avaient fait l’objet d’un classement ou d’une inscription au titre de la loi du 2 mai 1930 ayant pour objet la protection des monuments naturels et historiques. La création de la réserve naturelle des Sept-Îles remonte même à 1913. Le Conservatoire du Littoral et le Conseil Général des Côtes d’Armor ont également acquis de nombreux terrains afin de protéger les sites les plus remarquables.

### Défis de protection et gestion
Les zones Natura 2000 sont régulièrement soumises à une évaluation permettant de définir les actions à réaliser et à faire le point sur ce qui a déjà  été réalisé. Ceci permet de définir des plans d'actions et des objectifs de gestions.
Le principal défi de gestion est de concilier la protection des espaces naturels avec les différentes activités présentes au droit de la zone et à venir. Ces principales activités sont, à terre, l'agriculture et les activités de loisirs (randonnée, fréquentation des plages, chasse, etc.), et, en mer, la pêche professionnelle et récréative (en mer ou à pied) ainsi que les loisirs (baignade, sports de glisse, plaisance, etc.).
Dans le cadre de Natura 2000, une cartographie des habitats de végétation a été réalisée. Elle a permis de dresser un état précis des habitats naturels présents et des espèces d'intérêts communautaires.

### Habitats naturels
21 habitats naturels d’intérêt communautaire ont été identifiés (146,5 ha) au droit du site dont 4 habitats sont jugés prioritaires. Ainsi, plus d'un quart de la surface terrestre du site est occupés par des habitats naturels d’intérêt communautaire. Les grands habitats naturels présents sur le site sont décrits dans les paragraphes suivants.

#### Les habitats terrestres
Les habitats terrestres recensés au droit du site sont les prés salés, les falaises littorales, les landes, les prairies mésophiles, les friches, les milieux anthropisés, les zones humides, les milieux dunaires et les boisement.
Ces milieux sont caractérisés pour : 
- Les zones humides par des bas-marais, des prairies à Molinie, des dépressions d’arrière dune et mégaphorbiaies;

- Les milieux dunaires par l’Oyat, le Chiendent des sables et le Panicaut maritime;

- Les boisements par des hêtraies-chênaies à jacinthes des bois et des zones principalement couvertes par des frênes communs.

Les principales menaces pesant sur ces habitats sont l'érosion (due à l'action du vent, des vagues, etc.), les manques d'entretien ou les entretiens inappropriés, le piétinement ou encore les activités de loisirs.

#### Les habitats marins
Les habitats marins sont répartis en 2 catégories : les habitats intertidaux et subtidaux.
Les habitats intertidaux sont principalement représentés par les champs de blocs (ensemble de cailloux et de rochers). Ils sont présents sur la partie maritime du site. Ils offrent un habitat et des conditions propices à l’installation d’une faune diversifiée. Le retournement des blocs pour la pêche à pied, sans remise en place, constitue la principale cause de dégradation de cet habitat.
Parmi les habitats subtidaux du site sont décrits les sables fins à herbiers de  Zostère marine représentant une vingtaine d'hectares. Ils correspondent « à des bancs de sable à faible couverture permanente d’eau marine ». L’herbier offre un abri et une source de nourriture aux nombreuses espèces de crustacés et de poissons qu'il héberge. Les perturbations d’origine humaine telles que le mouillage des bateaux ou la pêche à pied sont les principales sources de dégradation de cet habitat.

### Les espèces d'intérêt européen
La directive « Habitats Faune-Flore » comprend des annexes qui listent notamment les espèces animales et végétales dites d’intérêt communautaire. Les espèces et les habitats associés peuvent être soumis à protection en raison de leur rareté ou de leur menace à l'échelle européenne.

#### Faune
Les espèces les plus emblématiques du site sont :
- des reptiles : le Lézard vert, mesurant 20 à 30 cm, reconnaissable à sa grosse tête et à sa couleur vert fluo ;
- des mollusques : l'Escargot de Quimper mesurant 30 mm, de couleur brune et à la coquille aplatie caractéristique ;
- 7 espèces d'amphibiens comprenant la Rainette verte, le Crapaud calamite, l’Alyte accoucheur, la Grenouille agile, la Grenouille verte, la Grenouille rousse et le Triton marbré.

En complément, une ZPC de 69 300 ha a été créée au droit du site. Cette zone vise à la protection de l'archipel des Sept-Îles. Cet archipel constitue un site de reproduction de 15 espèces d’oiseaux marins d’intérêt européen comprenant des Fous de Bassan, des Guillemots de Troïl, des fulmars boréals ou encore des macareux moines.

#### Flore
Les espèces les plus emblématiques du site sont : 
- l’Oseille des rochers pouvant atteindre 80 cm. Elle est reconnaissable à ses feuilles bleu-vert légèrement ondulées et à ses fleurs poussant en grappe.
- la Trichomanes remarquable, présente sous 2 formes bien différenciées. « Une forme « feuillée » qui peut atteindre 10 à 40 cm développant des frondes vert-sombre à pétiole et rachis noir et une forme « prothalle » de nature filamenteuse. Il forme alors des amas ressemblant à du coton d’une couleur vert tendre[16]. »

## Galerie

Panorama de la Côte de granit rose.

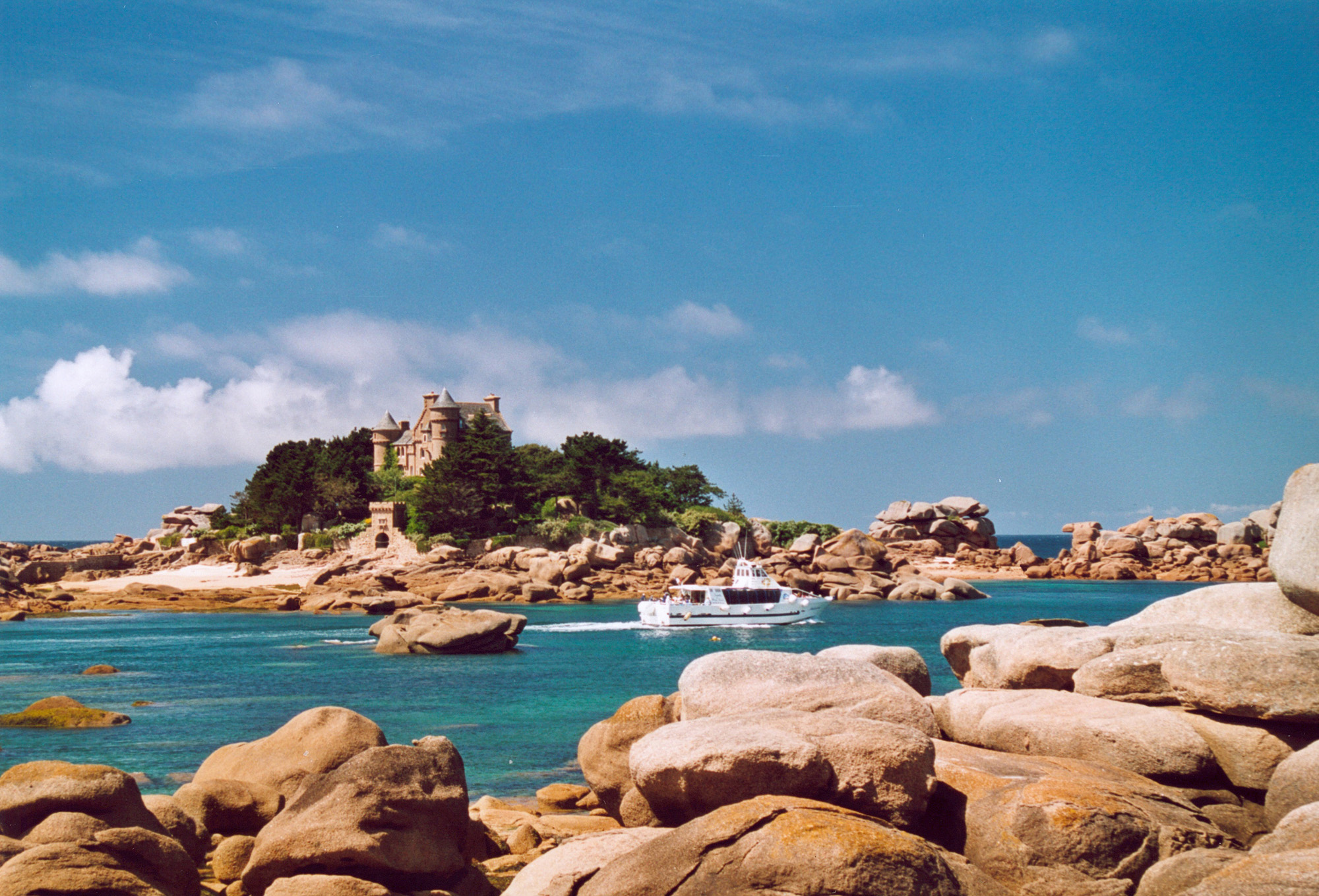
Château de Costaérès.
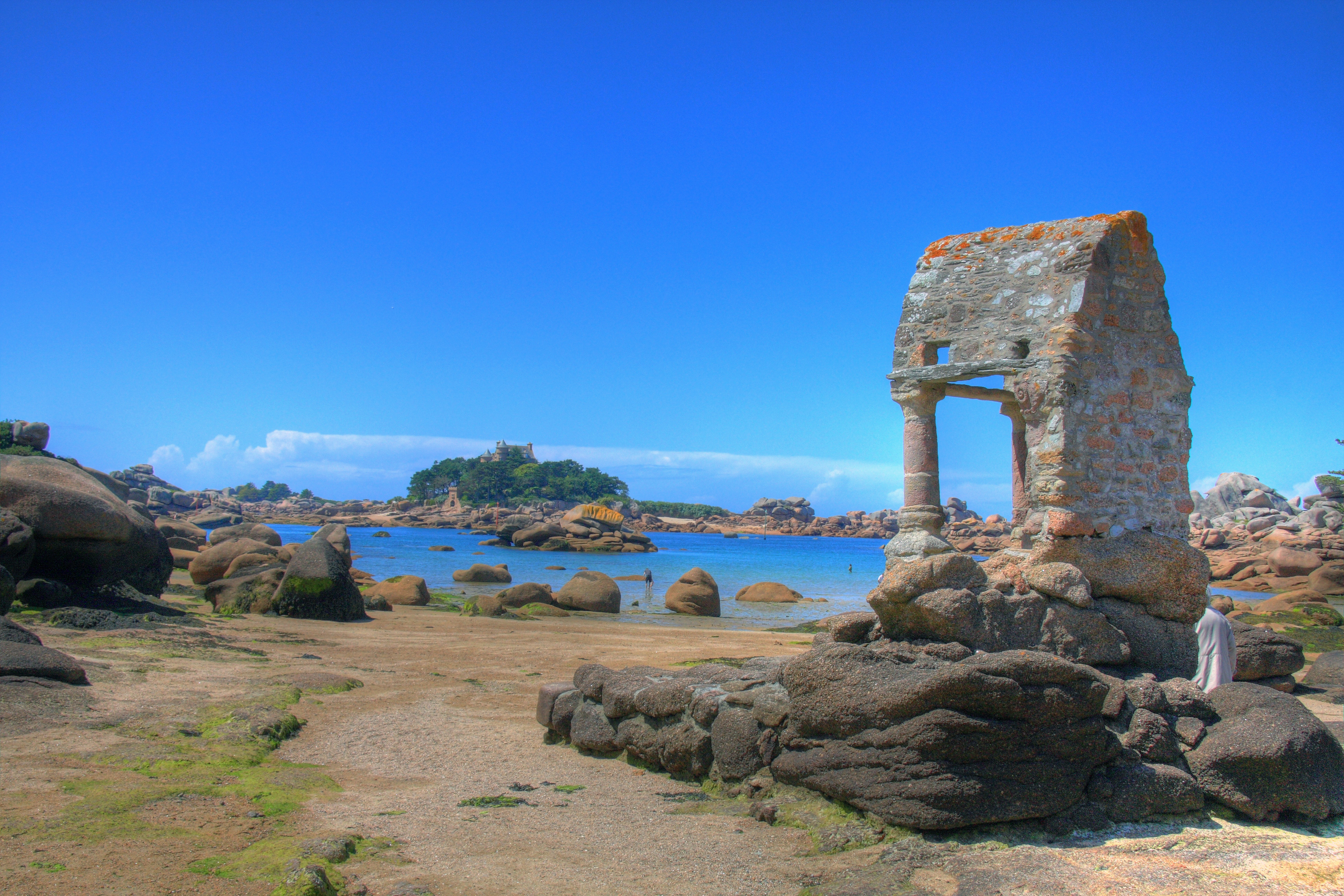
Oratoire de Saint-Guirec.
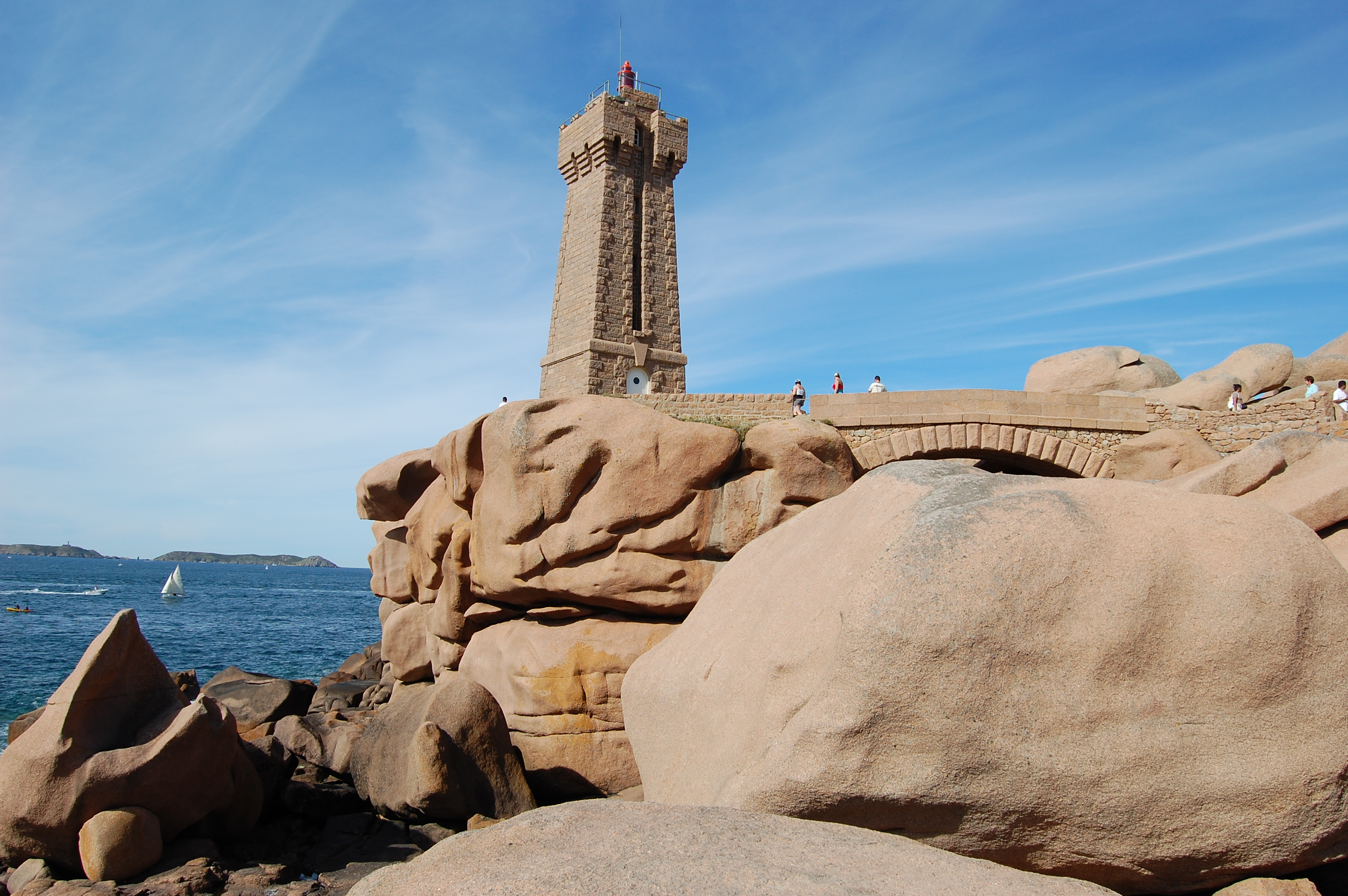
Vue du phare de Ploumanac'h.
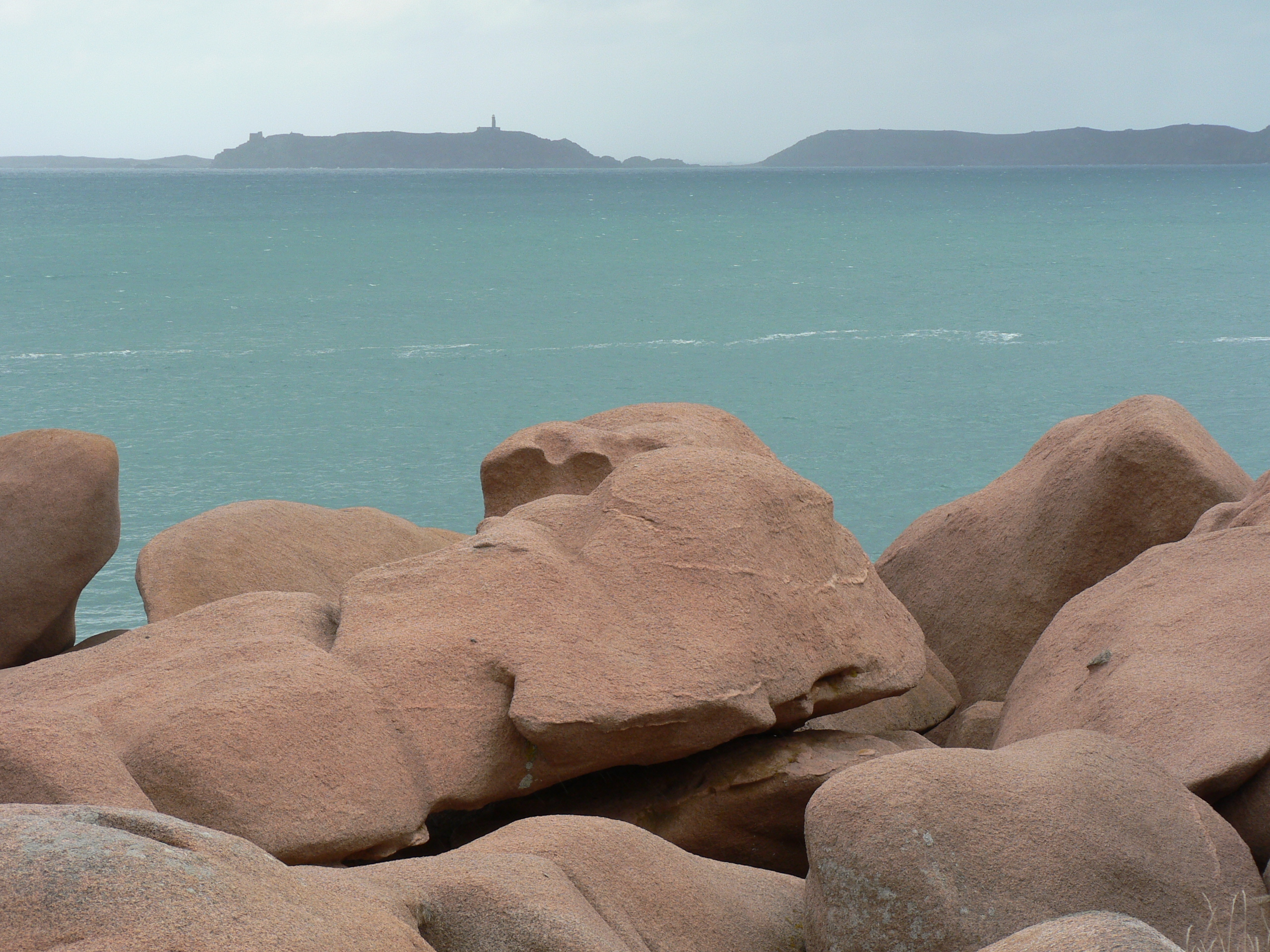
Granite rose et vue sur les Sept-Îles.
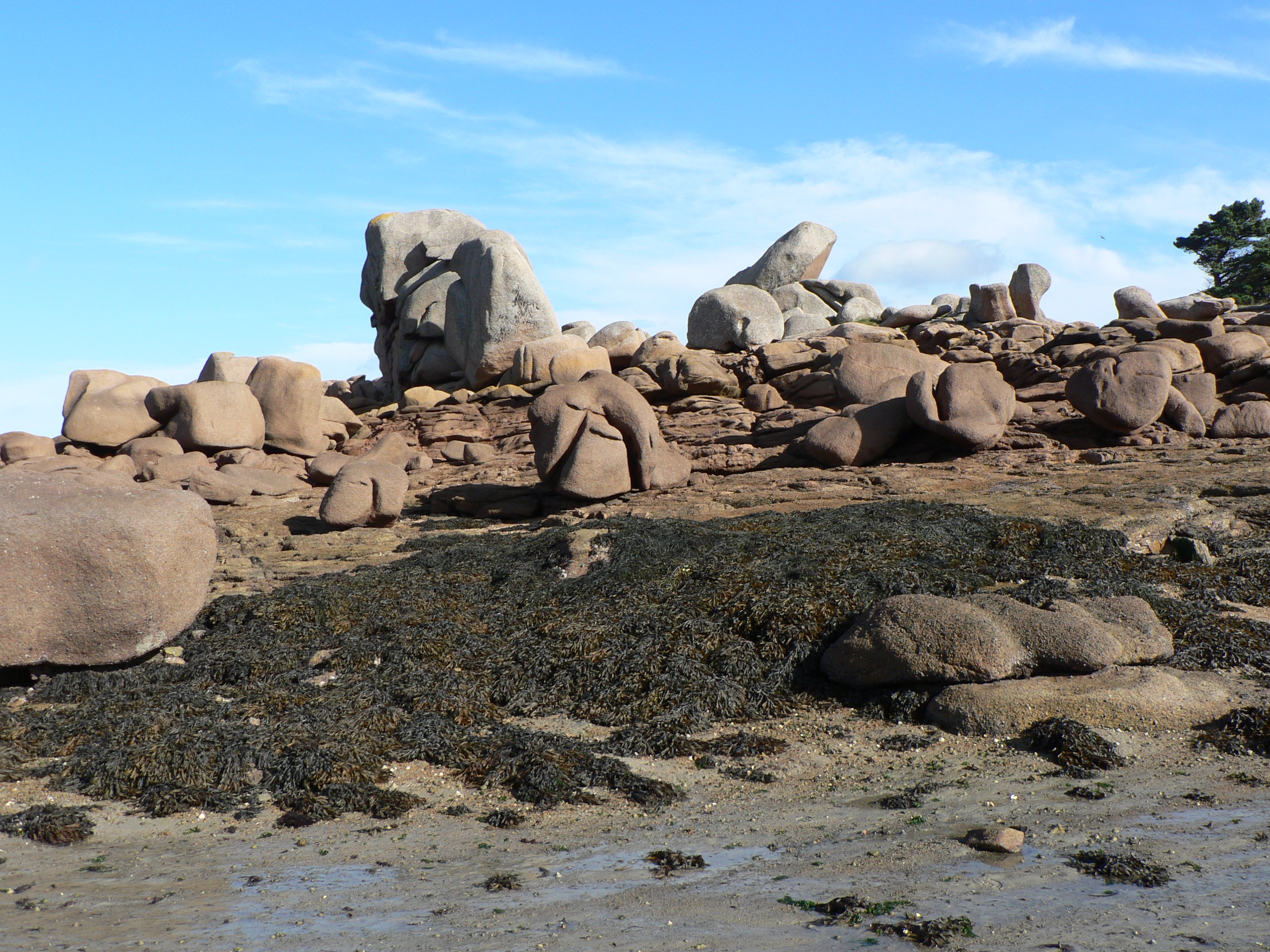
Plage de Ploumanac'h (marée basse).
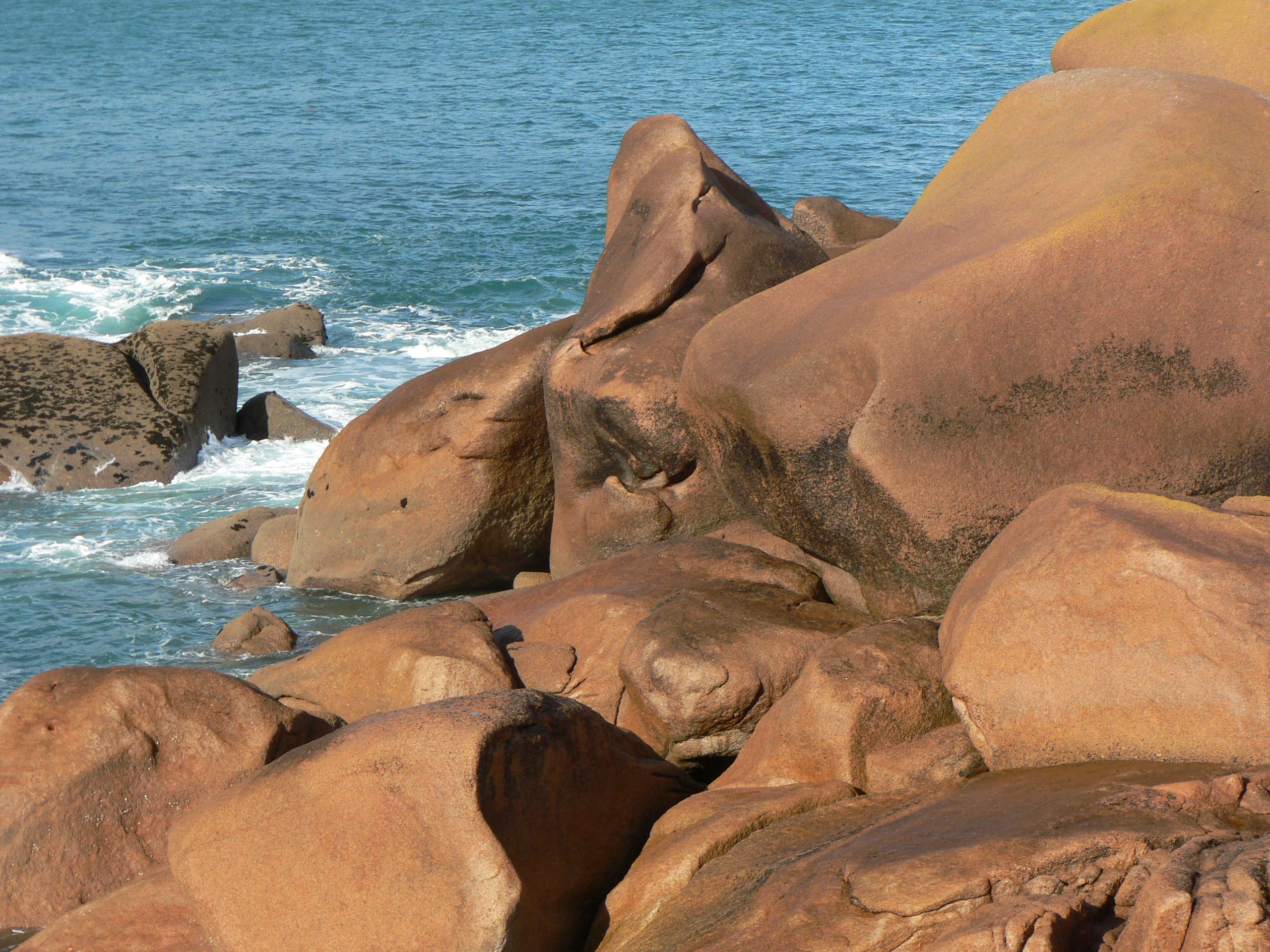
Côte de granit rose après la pluie (détail).
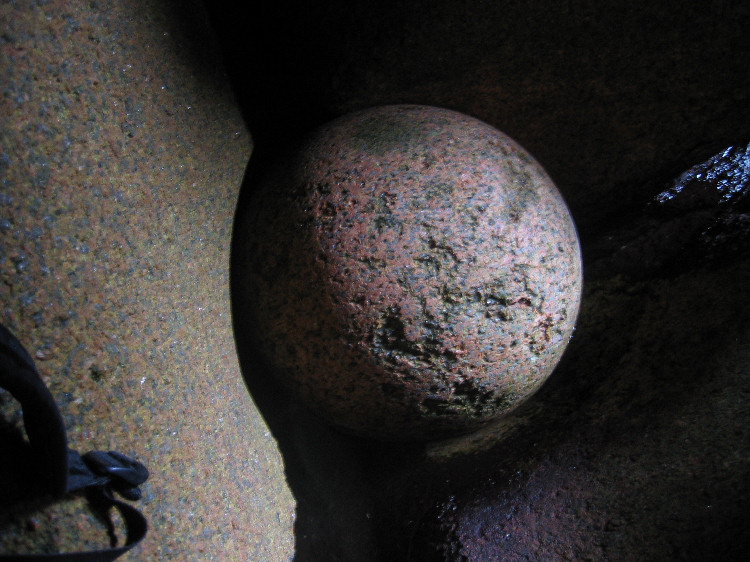
La boule de Trégastel.
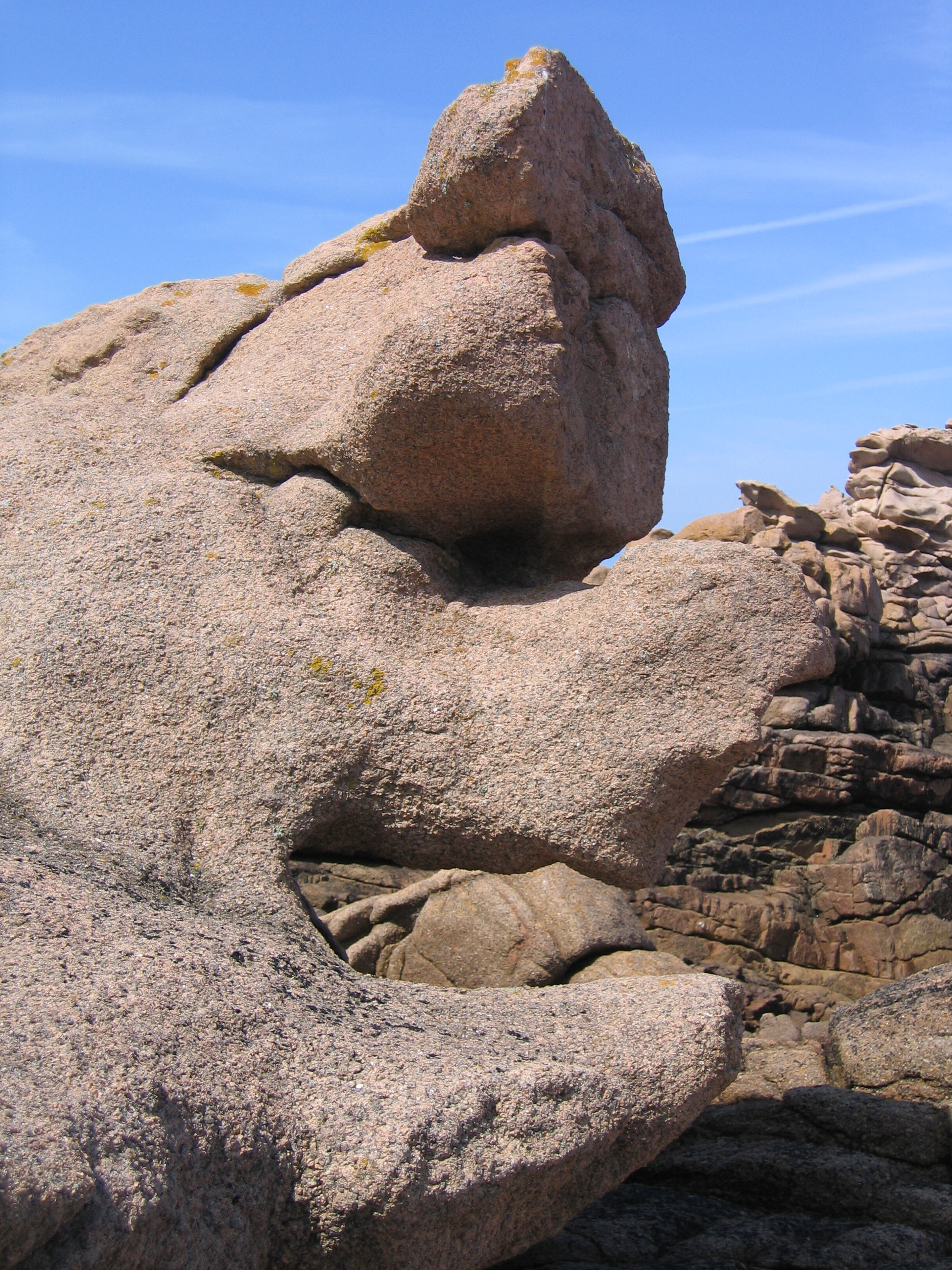
Érosion sculptant la roche.
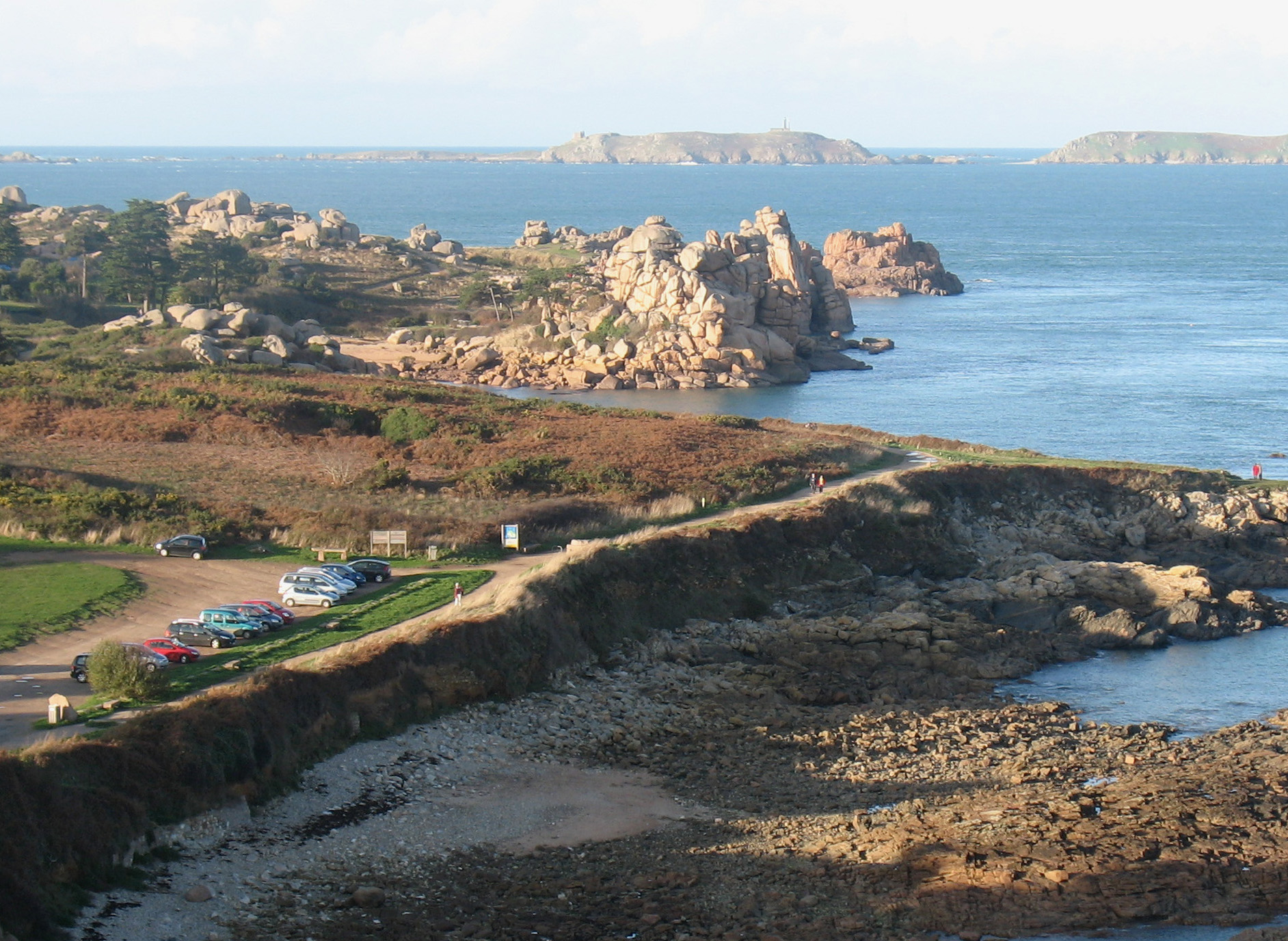
Côte de granit rose.